# Danmarks Medie- og Journalisthøjskole

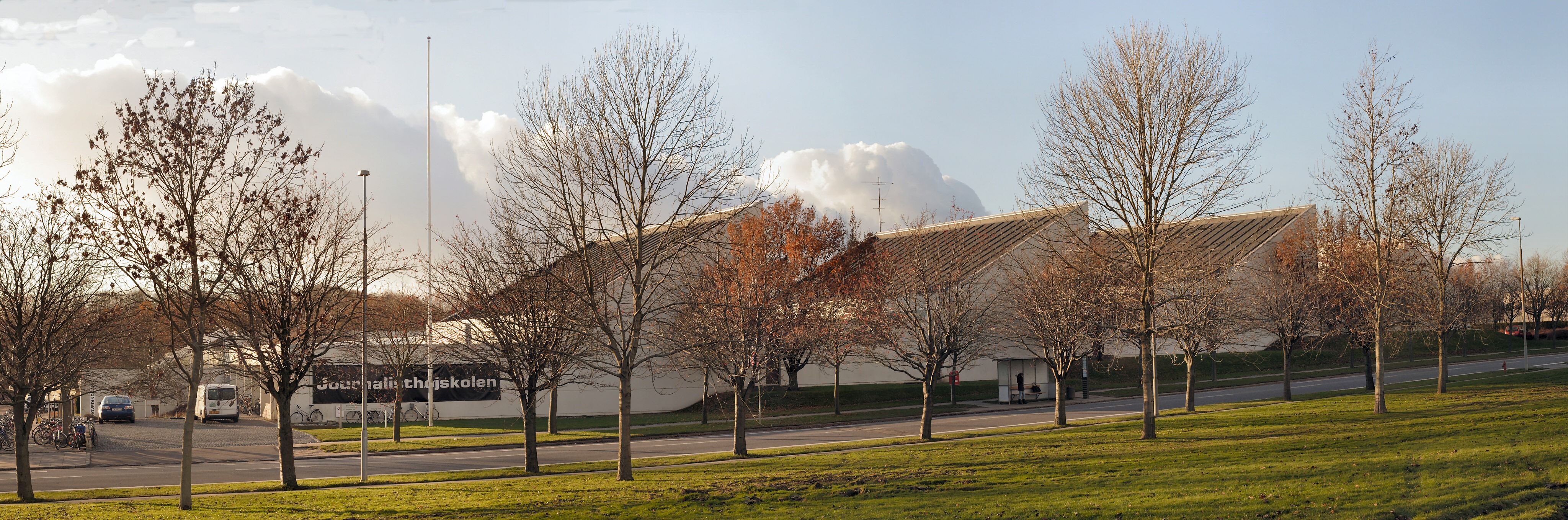
Skolbyggnaden i Århus

Danmarks Medie- og Journalisthøjskole är en dansk yrkeshögskola som bildades 2008 genom en sammanslagning av Danmarks Journalisthøjskole i Århus och Den Grafiske Højskole i Köpenhamn.  
Högskolan har campus i Köpenhamn och Århus. 